# Heike Singer
Heike Klein, geborene Heike Singer, (* 14. Juli 1964 in Rodewisch) ist eine ehemalige deutsche Kanutin. Sie wurde 1981 Junioren-Europameisterin im K2 und K4, in Pantscharewo/Bulgarien sowie 1988 in Seoul zusammen mit Birgit Schmidt, Anke Nothnagel und Ramona Portwich Olympiasiegerin im Vierer-Kajak. Für diesen Sieg wurde sie mit dem Vaterländischen Verdienstorden in Gold ausgezeichnet. 1989 wurde sie Doppelweltmeisterin im K2 mit Anke Nothnagel und K4 mit Monika Bunke und Ramona Portwich.
Heike Singer startete für den SC Berlin-Grünau und gehörte von 1985 bis 1989 der Kanu-Nationalmannschaft der DDR an. Danach beendete sie ihre sportliche Karriere und widmete sich ihrer beruflichen Laufbahn, u. a. im Key-Account-Management (Flugreise-, Hotel- und Eventbereich).

## Sportliche Erfolge
- 1981 Junioren-Europameisterin im K2 und K4 in Pantscharewo / Bulgarien
- 1985 Weltmeisterin im Vierer-Kajak, Mechelen/Belgien
- 1986 DDR-Meisterin im Einer-, Zweier- und Vierer-Kajak, Brandenburg an der Havel
- 1988 Olympiasiegerin im K4, Seoul/Südkorea
- 1989 Weltmeisterin im Zweier- (mit Anke Nothnagel) und Vierer-Kajak, Plowdiw/Bulgarien